# Apocopis mangalorensis
Apocopis mangalorensis är en gräsart som först beskrevs av Ferdinand von Hochstetter och Ernst Gottlieb von Steudel, och fick sitt nu gällande namn av Johannes Jan Theodoor Henrard. Apocopis mangalorensis ingår i släktet Apocopis och familjen gräs. Inga underarter finns listade i Catalogue of Life.